# Рейнджеры Армии США
Рейнджеры Армии США (англ. United States Army Rangers) — подразделения глубинной разведки Армии США, предназначенные для ведения оперативной разведки и диверсионных действий в оперативном тылу войск противника. Состоят из выпускников Школы рейнджеров Армии США. 
Термин «рейнджер» (англ. ranger, буквально «лесничий») официально и неофициально используется в обиходе армии США со времен XVII века. Изначально так назывались английские солдаты, сражавшиеся в Войне короля Филипа (1675—1676), а позже в войнах против французов и индейцев. Роты рейнджеров появились в Армии США со времён Войны за независимость.
В наши дни костяк рейнджеров составляет 75-й полк рейнджеров — элитные воздушно-десантные лёгкие пехотные части, подчиняющиеся Командованию специальных операций Армии США. Шесть батальонов современных рейнджеров участвовали в войнах в Корее, Вьетнаме, Афганистане и Ираке, вторгались в Панаму и Гренаду. Полк рейнджеров является правопреемником трёх из шести батальонов рейнджеров, участвовавших во Второй мировой войне, и 5307-го сводного отряда «Мародёры Меррилла», который позднее стал 475-м (75-м) пехотным полком. Учебная бригада рейнджеров расположена в Форт-Беннинге и подчиняется Командованию подготовкой и доктриной Армии США, не входя при этом в 75-й полк. Она управляет Школой рейнджеров, в которой ведётся соревнование за право стать бойцом полка и получить Нашивку рейнджера Армии США.

## Колониальный период

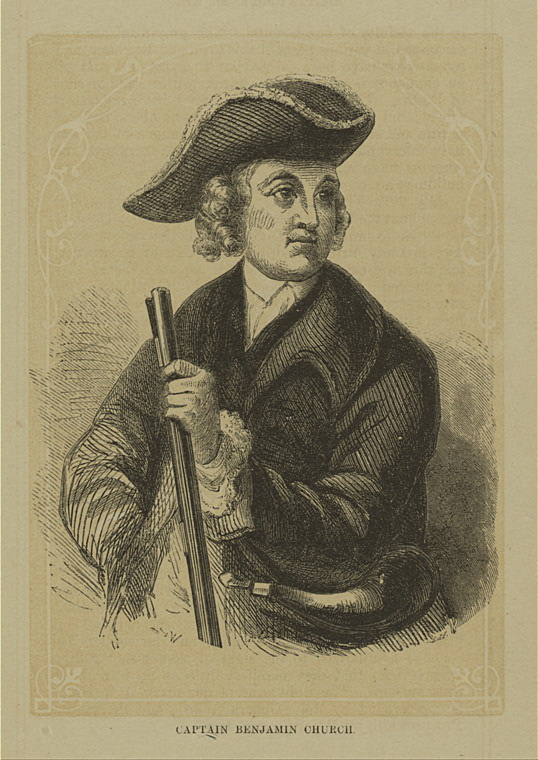
Бенджамин Чёрч (1639-1718), житель Плимутской колонии, основатель американских рейнджеров

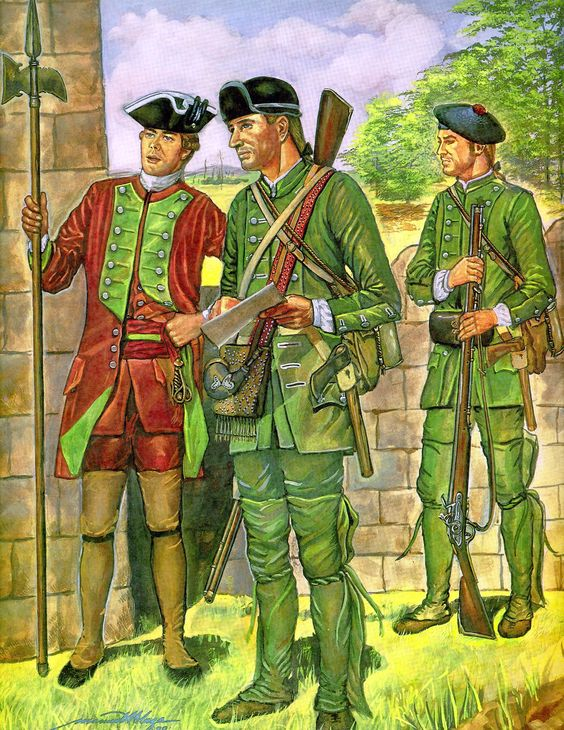
Рейнджеры Роберта Роджерса

В XVII и XVIII веках рейнджеры участвовали в войнах британских колонистов против индейцев. Регулярные войска британцев не были приспособлены к ведению боевых действий на этих территориях, поэтому были образованы роты рейнджеров — профессиональных солдат, нанимаемых колониальным правительством. При обороне рейнджеры патрулировали территорию между укреплениями на границе и предупреждали о готовящихся нападениях индейцев. При нападении они играли роль разведчиков, которые обнаруживали деревни и прочие объекты, пригодные для захвата силами ополчения или колониальных войск. В 1622 году капитан Джон Смит одним из первых описал обязанности тех, кого называли бы рейнджерами:

Когда у меня было 10 человек, способных перейти границу, наше состояние в целом было крепким: при таком числе солдат я на протяжении 14 недель разведывал эту неизвестную местность.
Оригинальный текст (англ.)When I had ten men able to go abroad, our common wealth was very strong: with such a number I ranged that unknown country 14 weeks

Историк Роберт Блэк писал о первых рейнджерах следующее:

В 1622 году после Резни на плантации Беркели ... мрачные люди отправились на поиски наших индейских врагов. Они были ополчением (гражданскими), но уже учились смешивать методы ведения войны индейцев и американцев. Пока они искали врага, ими использовались слова «range», «ranging» и «Ranger». Так родился американский рейнджер.
Оригинальный текст (англ.)In 1622, after the Berkeley Plantation Massacre ... grim-faced men went forth to search out the Indian enemy. They were militia—citizen soldiers—but they were learning to blend the methods of Indian and European warfare...As they went in search of the enemy, the words range, ranging and Ranger were frequently used ... The American Ranger had been born.

«Отцом-основателем» американских рейнджеров считается полковник Бенджамин Чёрч (ок. 1639—1718). Он был капитаном первых отрядов рейнджеров в Америке (1676):33. Чёрч получил распоряжение от губернатора Плимутской колонии Джосайи Уинслоу создать первую роту рейнджеров для участия в войне Короля Филипа. Позже он руководил ротой во время рейда на Акадию в войнах короля Вильгельма и королевы Анны. Чёрч обучал своих солдат следовать индейским законам ведения войны и вдохновлял их сражаться так, как сражаются индейцы:35. Первые американские рейнджеры признавали индейцев не только своими противниками, но и учителями и иногда союзниками:34–35. Чёрч создавал смешанные отряды из колонистов и индейцев, где последние принимали участие в сражениях на той местности, где колонисты и ополченцы бы не справились. В 1716 году Чёрч опубликовал свои мемуары «Entertaining Passages relating to Philip's War» — первое сочинение по военному делу Америки.
В отряде Чёрча сражались отец и дед двух величайших рейнджеров XVIII века. Первым был Джон Лауэлл, который жил в поселении Нашуа и участвовал в войне Даммера как командир колониальной милиции, возглавив три рейда против племени абенаков:50. Вторым был Джон Горем, который образовал отряд «Рейнджеры Горема» (англ. Gorham's Rangers), участвовавший в войне короля Георга:38. Этот отряд сражался в Акадии и Новой Шотландии на границе колоний. Горем имел звание капитана регулярных британских войск и стал одним выдающихся американских рейнджеров (вместе с младшим братом Джозефом и Робертом Роджерсом), получившим такое высокое звание в британской армии, чего не удостаивался даже Джордж Вашингтон:76.
В 1751 году был образован отряд рейнджеров Роджерса, которым командовал майор Роберт Роджерс. Им были образованы девять рот лёгкой пехоты, участвовавших в Семилетней войне. Они носили имя «рейнджеров» и считаются первыми серьёзными предшественниками рейнджеров современной Армии США. Роджерс выработал 28 правил рейнджера, которые используются армейскими рейнджерами и по сей день и составил первое руководство по ведению асимметричной войны. Его подчинённые носили синие куртки и брюки индейского покроя, широкие кожаные пояса, мокасины и шапки, напоминавшие современные пилотки. Их вооружение состояло из длинного карабина без штыка, двух пистолетов, кинжала и топорика. В историю вошёл поход четырёх рот рейнджеров под командованием Роджерса в 1759 году, когда они прошли с боями всю территорию Французской Канады, разгромив множество французских гарнизонов и уничтожив множество поселений племени гуронов.

## Война за независимость
После начала Американской революции полковник Роберт Роджерс предложил свои услуги Джорджу Вашингтону, но тот заподозрил Роджерса в шпионаже и отверг его предложение. Оскорблённый Роджерс ушёл сражаться за британцев: он прославился тем, что сумел захватить американского шпиона Натана Хейла. Тем не менее, некоторые подчинённые Роджерса перешли на сторону колонистов, в том числе и будущий генерал Израэль Патнэм. В ходе войны Вашингтон отдал приказ подполковнику Томасу Ноултону создать элитный разведывательный отряд, который получил название «рейнджеры Ноултона». Он стал первым официальным рейнджерским подразделением войск Соединённых Штатов, но занимался гораздо чаще разведкой, чем вступал в бой. При этом рейнджеры Ноултона считаются предшественниками не Рейнджеров Армии США, а Разведывательного управления Армии США.
Ещё одним теоретиком рейнджеров в американских войсках стал Фрэнсис Мэрион по прозвищу «Болотный лис», командир повстанцев в Южной Каролине. Он развивал нетрадиционные методы ведения войны против британцев — то, что называется сейчас партизанской войной. Мэрион командовал отрядом собственных партизан и за свои заслуги в войне был внесён в официальный Список рейнджеров Армии США. Также сооснователем рейнджеров Америки считается и бригадный генерал Джордж Роджерс Кларк, командовавший ополчением Кентукки и Виргинии: под его руководством были взяты британские форты Винсенс (штат Индиана) и Каскаскиа (штат Иллинойс).

## После независимости

### Первая половина XIX века
В январе 1812 года на защиту западных границ штатов были мобилизованы шесть рот рейнджеров американской армии — горных стрелков. Пять рот были мобилизованы в штатах Огайо, Индиана, Иллинойс и Кентукки, шестая — в Среднем Теннесси. Командовал ими капитан Дэвид Мэйсон. Через год были мобилизованы ещё 10 рот, к декабрю 1813 года их было 12. Роты участвовали в англо-американской войне и были расформированы в июне 1815 года.
В войне Чёрного Ястреба участвовал батальон конных рейнджеров США (англ. United States Mounted Ranger Battalion) — кавалерийская часть, образованная из пограничников, которые служили один год и снабжались собственными винтовками и лошадьми. Батальон состоял из шести рот численностью 100 человек каждая, командовал батальоном майор Генри Додж. Позже на основе этого батальона был образован 1-й кавалерийский полк.

### Гражданская война
Самые известные рейнджеры эпохи Гражданской войны в США сражались за Армию конфедератов и совершали рейды по тылам северян. В январе 1863 года Джон Мосби принял командование одним из самых известных отрядов — 43-м батальоном рейнджеров-партизан. Ударный кавалерийский отряд под названием «Рейнджеры Мосби» стал кошмаром для Армии Севера, поскольку часто совершал нападения на их пеших курьеров и поезда с подкреплениями. Мосби полагал, что переход к агрессивной тактике заставит противников охранять сотни различных объектов: выбрав наименее укреплённый из них, Мосби за счёт численного превосходства захватит его. Репутация отряда повысилась после того, как 30 человек во главе с Мосби 9 марта 1863 года совершили рейд в тыл противника и захватили в плен бригадного генерала Эдвина Стаутона и ещё двух офицеров. Батальон формально капитуляцию не принимал, а просто был распущен Мосби через несколько недель после капитуляции КША.
Существовали и другие отряды рейнджеров КША. Командир конфедератов Виргинии, полковник Тёрнер Эгби, командовал иррегулярным кавалерийским отрядом конных рейнджеров, которые участвовали в боях против войск Севера. Техасские рейнджеры Терри — ещё один кавалерийский отряд конфедератов под командованием полковника Бенджамина Франклина Терри, применявший тактику рейнджеров в боях. Существовали отряды под командованием Джона Ханта Моргана, Джеба Стюарта и Натаниэля Бедфорда Форреста. В знак уважения к смелости и дерзости рейнджеров долгое время их нашивкой считался флаг Конфедерации, пока его не заменили на современный шеврон.
У северян был отряд рейнджеров Минса, которыми командовал капитан Сэмюэл Минс. Отряд его рейнджеров захватил в своё время поезд с боеприпасами, направленный генералом Джеймсом Лонгстритом, а позже захватили в плен нескольких солдат рейнджеров Мосби.

## Вторая мировая война
Генерал-майор Армии США Люциан Траскотт, который был офицером связи при генеральном штабе Британской армии, в 1942 году первым предложил генералу Джорджу Маршаллу, Главнокомандующему сухопутных войск США, создать в составе Армии США несколько разведывательно-диверсионных подразделений наподобие британских коммандос — войск глубинной разведки Армии США, которые стали известны как «рейнджеры».

### Европа

Ромбовидная нашивка американских рейнджеров

19 июня 1942 года был образован 1-й батальон рейнджеров, который начал своё обучение в Кэррикфергюсе (Северная Ирландия) — из 500 человек первоначального состава до Победы в Европе дожили не более 100 человек. 80% личного состава батальона рейнджеров ранее служили в 34-й пехотной дивизии. Около 50 первых американских рейнджеров несли службу в составе британских коммандос и участвовали в битве за Дьеп в августе 1942 года — это были первые американские солдаты, участвовавшие в боях на Европейском театре военных действий Второй мировой войны. В декабре 1942 — ноябре 1943 года существовал и 29-й батальон рейнджеров, образованный из лучших бойцов 29-й пехотной дивизии, расквартированной в Шотландии.
В Северной Африке и Италии участвовали в сражениях также 3-й и 4-й батальоны рейнджеров. 1-й батальон под командованием Уильяма Орландо Дарби принимал участие в битве при Чистерне, в которой свыше 90% личного состава 1-го и 3-го батальонов попали в плен: 761 человек был убит или попал в плен. Оставшиеся шесть человек вошли в 1-ю группу специального назначения под командованием бригадного генерала Роберта Фредерика, которая дальше участвовала в Анцио-Неттунской операции.

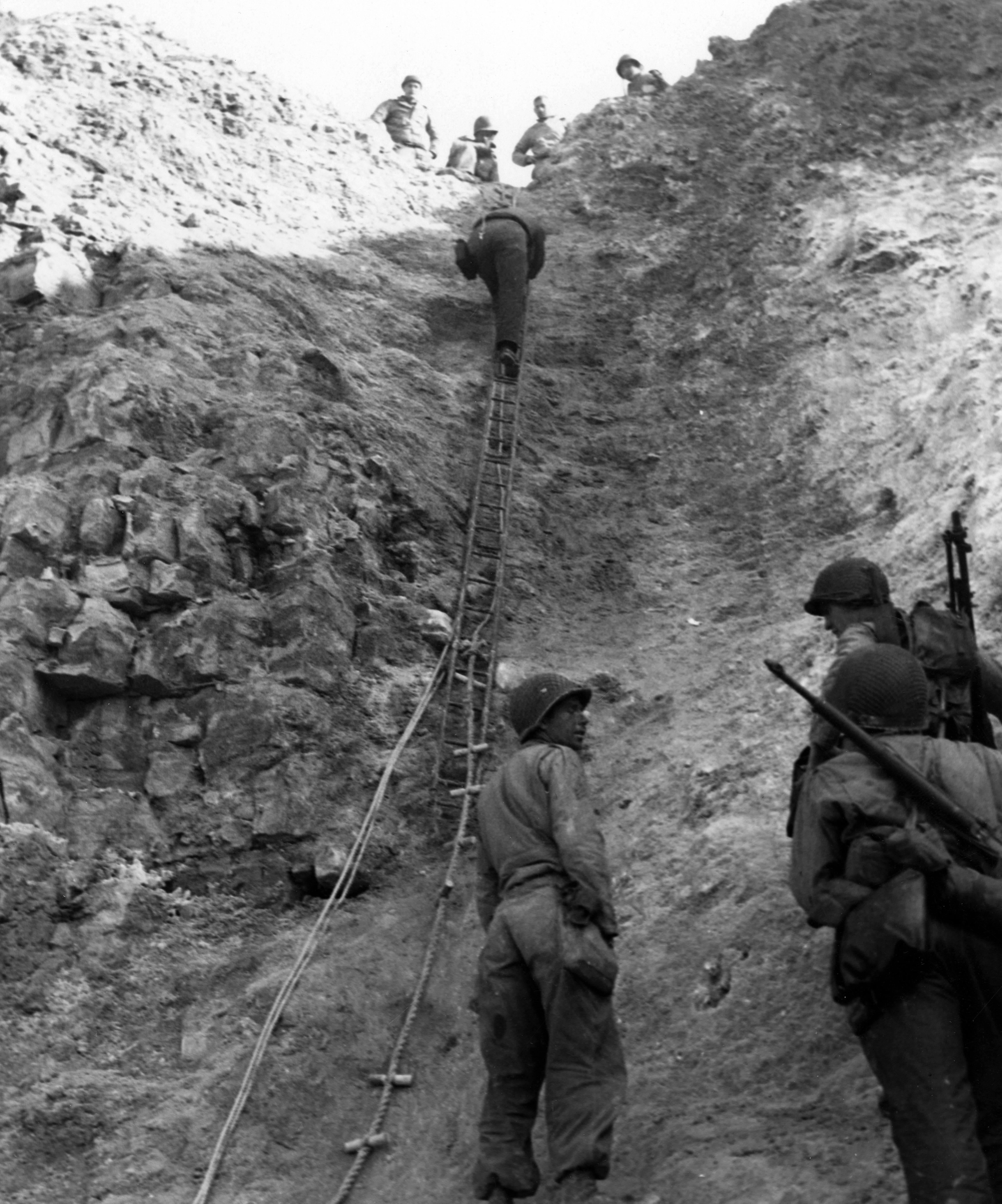
Штурмовые группы 2-го и 5-го батальонов рейнджеров штурмуют укрепления Пуэнт-дю-Ок во время высадки в Нормандии

После того, как части рейнджеров были заново сформированы и добились слаженности в учениях на территории Великобритании, их стали готовить к высадке в Нормандии как разведывательно-диверсионные части. 5-й батальон рейнджеров должен был высадиться на Омаха-бич в секторе «Уайт Дог» (англ. White Dog), а 2-й батальон рейнджеров должен был занять 27-метровые скалы Пуэнт-дю-Ок (несколько километров к западу) и уничтожить там батарею из пяти тяжёлых 155-мм французских трофейных гаубиц, огонь которых мог оказать серьезное противодействие продвигающимся вглубь побережья подразделениям и бронетехнике союзников. Орудийные позиции были пустыми в день высадки, а орудия увезли, поскольку там планировалось сооружение казематов (одну из орудийных позиций ещё в мае разбомбила британская авиация).
Сброшенные за линию фронта на парашютах рейнджеры должны были столкнуться с серьёзным сопротивлением по периметру охраны орудийных позиций, где находились бетонные капониры и множество складов боеприпасов. Под постоянным огнём они взобрались на скалы и обнаружили небольшую роту охраны, а также группу полевых артиллерийских орудий в лесу в 910 м позади укреплений. Орудия были уничтожены, а затем рейнджеры заняли и артиллерийский узел, и основную дорогу, которую удерживали итого два дня. В 18:00 6 июня на помощь 2-му батальону подошли первые части 5-го батальона рейнджеров с Омаха-бич, а 7 июня остальная часть батальона подтянулась. Тогда же началась эвакуация раненых солдат и пленных немецких солдат.
В дальнейшем 5-й и 2-й батальон при поддержке полугусеничных бронетранспортёров (2 x 75 мм) предприняли атаку на батарею Мези, располагавшуюся в фортах береговой обороны противника на Омаха-бич и Юта-бич. 23 бойца 5-го батальона, которые участвовали в захвате Пуэнт-дю-Ок, были отмечены Президентской благодарностью за наиболее глубокое продвижение на линии фронта за весь день. Майор Ричард Салливан был награждён крестом «За выдающуюся службу» за участие в самой высадке, захвате Пуэнт-дю-Ок и захвате батареи Мези. При этом в Пуэнт-дю-Ок не было установлено ни одного памятника, увековечивающего память рейнджеров, чем неоднократно возмущалась Американская комиссия воинских монументов (англ. American Battle Monuments Commission, ABMC).

### Тихий океан

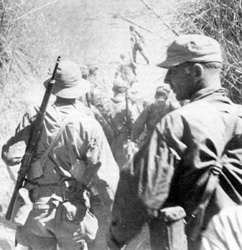
6-й батальон рейнджеров участвовал в рейде на Кабанатуан

Два отдельных подразделения рейнджеров участвовали в сражениях на Тихоокеанском театре военных действий. 98-й батальон полевой артиллерии был образован 16 декабря 1940 года и начал службу в Форт-Льюисе в январе 1941 года. 26 сентября 1944 года батальон был преобразован в 6-й батальон рейнджеров: он возглавил высадку на Филиппины и участвовал в рейде на лагерь военнопленных Кабанатуан. Он сражался на Филиппинах до конца войны, а 30 декабря 1945 года в Японии был расформирован.
После Первой Квебекской конференции был образован 5307-й (временный) сводный отряд под командованием Фрэнка Меррилла численностью 2997 человек. Он стал известен как «Мародёры Меррилла». Учения отряд начал 31 октября 1943 года под руководством Орда Уингейта, специалиста по глубоким рейдам в японский тыл. 5307-я сводная группа состояла из шести команд, имевших собственные «цветовые» наименования, которые сохранились и в современных рейнджерских частях. В феврале 1944 года «мародёры» начали марш-бросок протяжённостью 1600 км в Гималаи через Бирму. К марту они окружили японские силы в Маингкване и перерезали пути снабжения через долину Хукаунг. 17 мая американцы при поддержке китайских партизан заняли аэродром Мьичина (единственный всепогодный в Бирме). За участие в этой кампании все «мародёры» были награждены Бронзовыми звёздами.

### Девиз
6 июня 1944 года во время высадки в секторе «Дог Уайт» (англ. Dog White) на Омаха-бич бригадный генерал Норман Кота, помощник командира 29-й пехотной дивизии, обратился к командиру 5-го батальона рейнджеров, майору Максу Шнайдеру, и завязал с ним диалог, в котором и родился девиз рейнджеров — «Rangers lead the way» (с англ. — «Рейнджеры идут впереди»).

— Чья это форма?

— 5-й батальон рейнджеров, сэр!

— Господи, ну так если вы рейнджеры, идите впереди!
Оригинальный текст (англ.)— What outfit is this?
— 5th Rangers, Sir!
— Well, goddamnit, if you're Rangers, lead the way!

## Корейская война
После начала Корейской войны в августе 1950 года была образована Рота рейнджеров 8-й армии под командованием второго лейтенанта Ральфа Пакетта. Рота стала образцом, по которому дальше образовывались рейнджерские части. В годы Корейской и Вьетнамской войн рейнджеры делились не на отдельные батальоны, а на роты при более крупных воинских формированиях. Они выполняли специальные задания.
Начальник штаба Армии США утвердил программу тренировки рейнджеров в Форт-Беннинге, доверив контроль за исполнением её полковнику Джону Гибсону ван Хоутену. Позже в программу включили тренировку в Корее, за обучение новых рейнджеров взялись 3-я и 7-я роты рейнджеров. 28 октября 1950 года были образованы четыре роты, одной из которых стала 2-я рота — единственное подразделение рейнджеров, составленное из чернокожих американцев. 2-я рота была образована из личного состава 505-го воздушно-десантного полка и 80-го зенитного артиллерийского батальона 82-й воздушно-десантной дивизии, изначально называлась 4-й ротой. 20 ноября 1950 года к ним присоединились роты с 5-й по 8-ю.
В годы войны рейнджеры занимались патрулированием, разведкой и уничтожением личного состава войск Китая и КНДР. 1-я рота рейнджеров во время ночного рейда уничтожила штаб 12-й северокорейской дивизии. 2-я и 4-я роты десантировались у Мунсана, откуда журнал Life сообщил о занятии американцами 38-й параллели. 2-я рота рейнджеров прикрывала отступавшие союзные войска, а 5-я рота рейнджеров отражала наступление китайских войск. После окончания Корейской войны рейнджеры были снова расформированы.

## Вьетнамская война

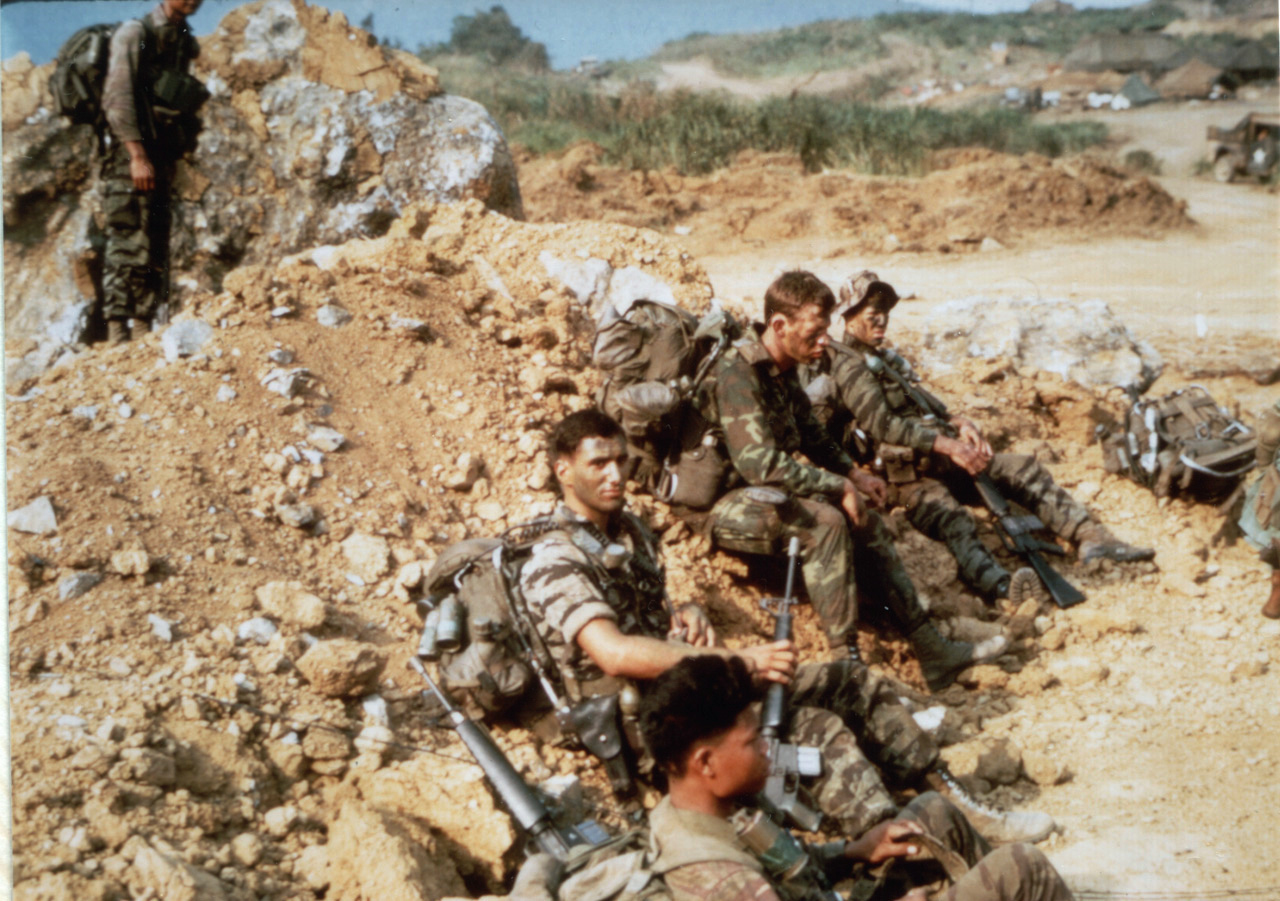
Операция «Пегас» 7 апреля 1968 года: рота E группы глубинной разведки

В начале 1960-х годов на территории ФРГ появились группы глубинной разведки, которые помогали бы тяжеловооружённым разведывательным командам проникать в тыл противника в случае войны против СССР и его европейских союзников. Во Вьетнаме взводы и роты глубинной разведки находились в составе каждой бригады и дивизии. Поскольку тогда спутникового наблюдения ещё не было, с 19 апреля 1968 года силами 1-й кавалерийской дивизии и роты E 52-го пехотного батальона началась операция против вьетнамских войск, известная как «Бой за Сигнальный холм» — гору Дон Ре Лао высотой 1487 м в долине Ашау. 1-я и 3-я бригады, укрывшись в горной местности, могли сообщать информацию лагерю Эванс у побережья или давать указания авиации.
1 января 1969 года после утверждения новой структуры полков Армии США все эти части получили звание «рейнджерских» наряду с 75-м пехотным полком. Весь личный состав вынужден был пройти переподготовку и выполнить нормативы для воздушно-десантных частей. 15 рот рейнджеров набирались из бойцов глубинной разведки, которые выполняли задания в Европе с начала 1960-х годов и во Вьетнаме с 1966 годов. Предшественником этих бойцов считался отряд Мародёров Меррилла. Рейнджеры были распределены по отдельным ротам: A, B, C, D, E, F, G, H, I, K, L, M, N, O и P (с 1816 года роты J в США не существовали в связи с тем, что буква J на письме раньше достаточно часто заменялась буквой I). Роты A и B были приписаны к 5-му корпусу в Форт-Худе (Техас) и 7-му корпусу в Форт-Льюисе (штат Вашингтон) соответственно.
Помимо разведывательных заданий, рейнджеры обеспечивали наземное прикрытие и выполняли различные тактические задачи или специальные миссии по безопасности, в том числе вызволяя военнопленных, захватывая противников для допроса и сбора информации, перерезая линии связи между армией Северного Вьетнама и Вьетконгом и перекрывая тропу Хо Ши Мина, а также минируя вражеские транспортные средства. Все командиры отрядов рейнджеров и их основные помощники оканчивали школу RECONDO 5-й группы сил специального назначения в Нячанге (Вьетнам).

## Школа рейнджеров

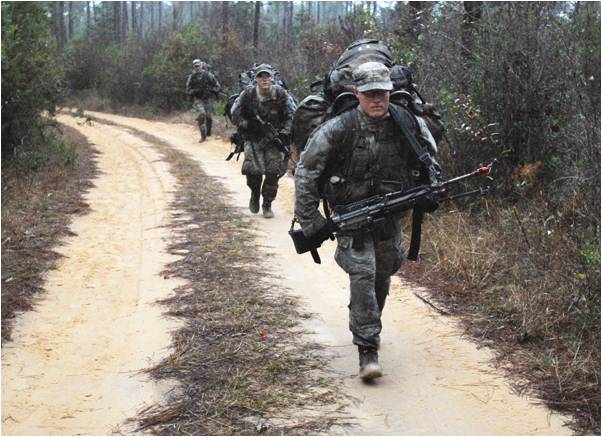
Кадеты школы рейнджеров на заключительной неделе обучения

В сентябре 1950 года в Форт-Беннинге (штат Джорджия) началось обучение рейнджеров с целью подготовки 17 воздушно-десантных рот. В ноябре 1950 года состоялся первый выпуск. В декабре 1951 года приказом руководства Пехотной школы Армии США было образовано Отделение рейнджеров, а в январе — марте 1952 года состоялся первый набор в класс рейнджеров (выпуск 1 марта 1952 года), курс продолжался 59 дней:28–29.
Обучение рейнджеров в те годы было добровольным. В 1966 году глава комиссии генерал Ральф Хайнс-младший рекомендовал сделать обязательными рейнджерские курсы для всех офицеров Армии США, и 16 августа начальник штаба Армии США Гарольд К. Джонсон подтвердил эту рекомендацию. С июля 1967 года по 21 июня 1972 года это было обязательным, пока это решение не отменил Уильям Уэстморленд, снова сделав рейнджерские курсы добровольными:28–29. В августе 1987 года департамент рейнджеров отделился от Пехотной школы, и была образована учебная рейнджерская бригада под командованием бригадного генерала Джеймса Эмори Мэйса. Основу рейнджерского департамента составляли роты, которые позже были расширены до 4-го, 5-го и 6-го учебных батальонов рейнджеров:29.
В наши дни эти батальоны занимаются обучением новобранцев в Джорджии, в Форт-Беннинге и лагере Фрэнка Меррилла у города Далонега, а также на северо-западе Флориды в лагере Джеймса Раддера у авиабазы Эглин, вспомогательный аэродром № 6 (аэродром Бьянкур). По состоянию на 2011 год курс длился 61 день. В августе 2015 года, по официальному заявлению школы, впервые программу рейнджеров успешно прошли две женщины.

## Современность

### 75-й полк рейнджеров

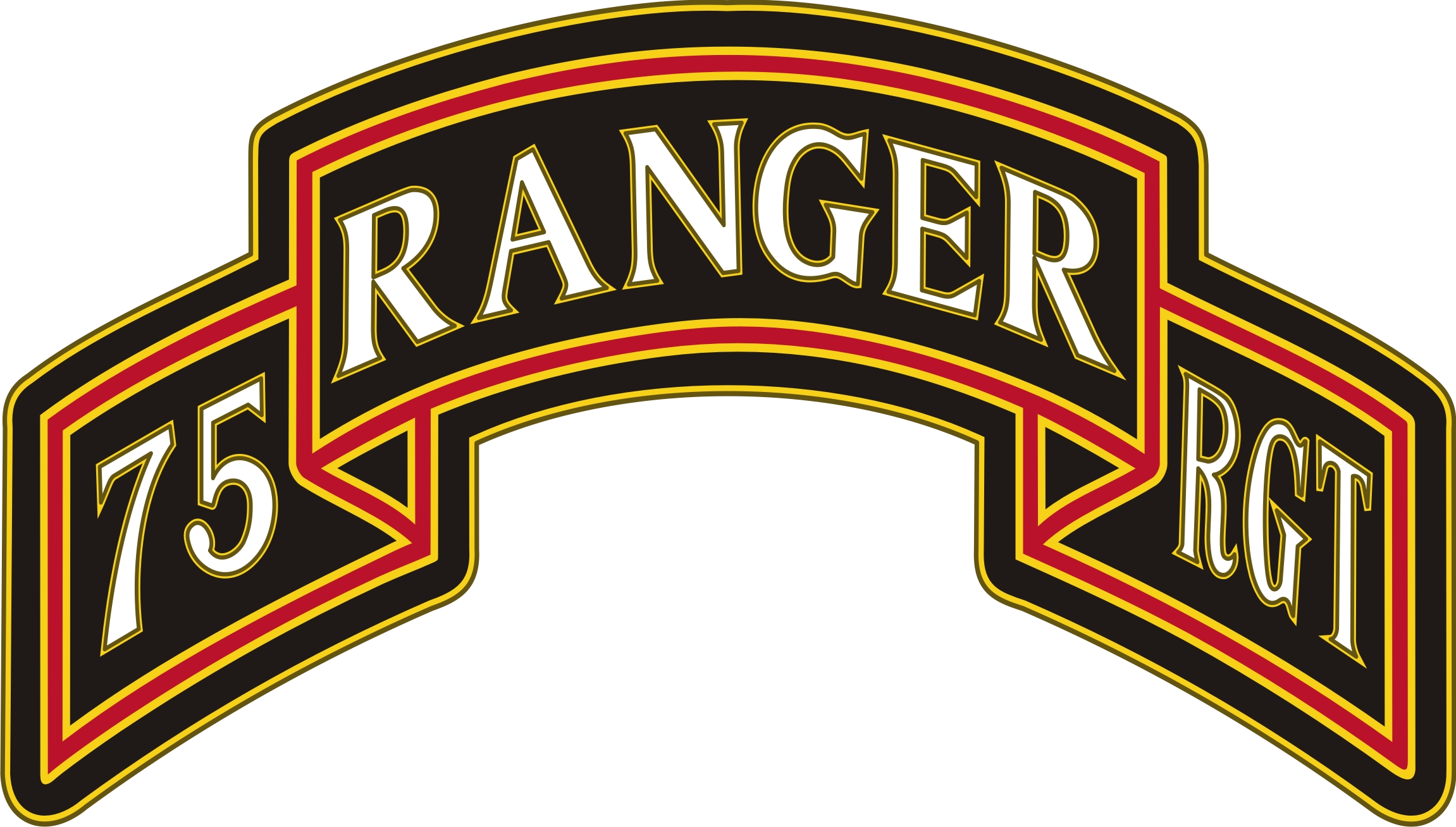
Нашивка рейнджеров 75-го полка

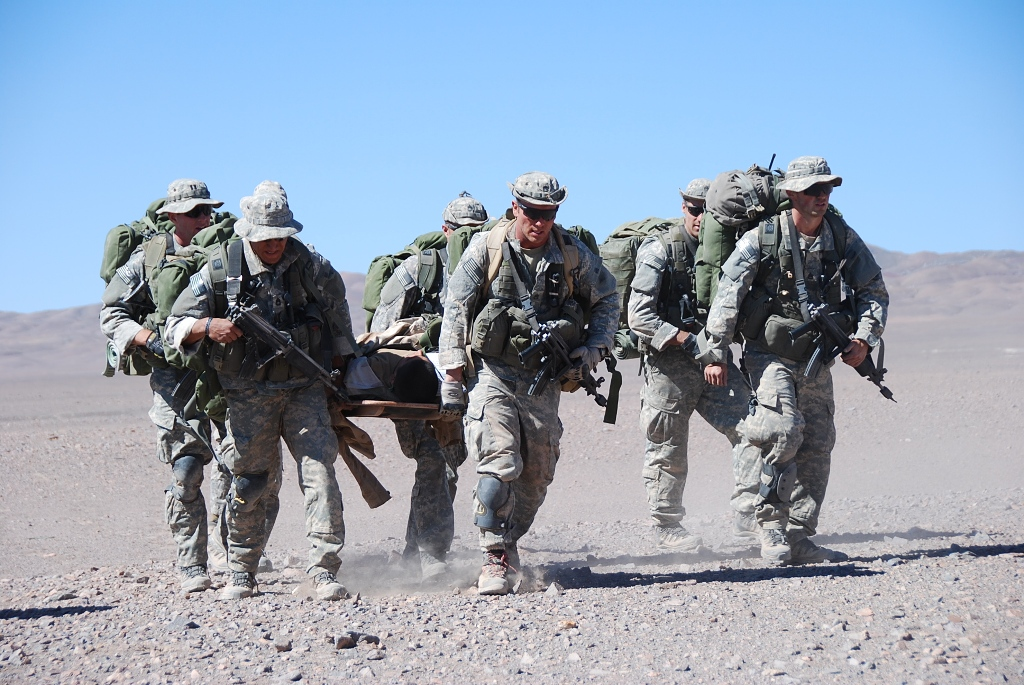
Бойцы 75-го полка на соревнованиях в Чили

Итоги Вьетнамской войны заставили командиров бригад и дивизий задуматься о необходимости наличия в Армии США подразделения элитной лёгкой пехоты, способной быстро добраться до любой точки на планете. 31 января 1974 года генерал Крейтон Абрамс обратился к генералу Кеннету Лёйеру с просьбой организовать, подготовить и возглавить первый батальон рейнджеров со времён Второй мировой войны. Так появился 1-й батальон рейнджеров. Через 8 месяцев, 1 октября был образован 2-й батальон рейнджеров, в 1984 году — 3-й батальон рейнджеров и полковая штаб-квартира. С 1986 года существует 75-й полк рейнджеров: это передовой легкопехотный отряд Армии США, представляющей собой сочетание бойцов специального назначения и элитных парашютистов. Полк — гибкое, высокопрофессиональное и мобильное подразделение, которое может быть направлено на любое задание. Все рейнджеры, которые служат в 75-м полку и/или проходят обучение в школе рейнджеров, следуют Кодексу рейнджера.
Основные задачи рейнджеров — участие в открытых боестолкновениях, реакция на внутринациональные и международные чрезвычайные ситуации, захват аэродромов, воздушно-десантные и десантно-штурмовые операции, специальная разведка, военная разведка и контрразведка, поиск и спасение пропавших без вести, охрана личного состава и спасение заложников, совместные комбинированные операции и борьба против терроризма. 4-й, 5-й и 6-й батальоны не входят в 75-й полк, но занимаются обучением рейнджеров в специализированной школе под Командованием подготовкой и доктриной Армии США.
Рейнджеры участвовали в серии операций в современной истории. В 1980 году полк предпринял попытку спасти американских заложников в Иране в рамках операции «Орлиный коготь», но потерпел неудачу. В 1983 году 1-й и 2-й батальоны участвовали во вторжении на Гренаду, а в 1989 году все три батальона участвовали во вторжении в Панаму. В 1991 году рота «Браво», 1-й взвод и противотанковое отделение роты «Альфа» 1-го батальона участвовали в войне в Персидском заливе. В 1993 году рота «Браво» 3-го батальона рейнджеров составила ядро Оперативной группы рейнджеров (англ. Task Force Ranger), участвовавшее в сражении в Могадишо и потерпевшее поражение в схватке с сомалийскими повстанцами. В 1994 году все три батальона готовились к высадке на Гаити, которая была отменена в последний момент. 3-й батальон также участвовал в войнах в Афганистане и Ираке.

### Организации
Слово «рейнджер» используется различными организациями в различных контекстах. Так, ежегодно учебная бригада рейнджеров проводит соревнование «Лучший рейнджер», в котором могут участвовать любые солдаты Армии США, прошедшие рейнджерскую подготовку. Чтобы попасть в Зал славы рейнджеров при Ассоциации рейнджеров Армии США, боец должен «успешно окончить Школу рейнджеров Армии США или принять участие в вооружённом столкновении в составе рейнджерского отряда». В зале славы есть имена рейнджеров-участников Второй мировой войны, Корейской войны, Вьетнамской войны, вторжений в Гренаду и Панаму, сражений в Сомали, Ираке и Афганистане.

## Война против терроризма

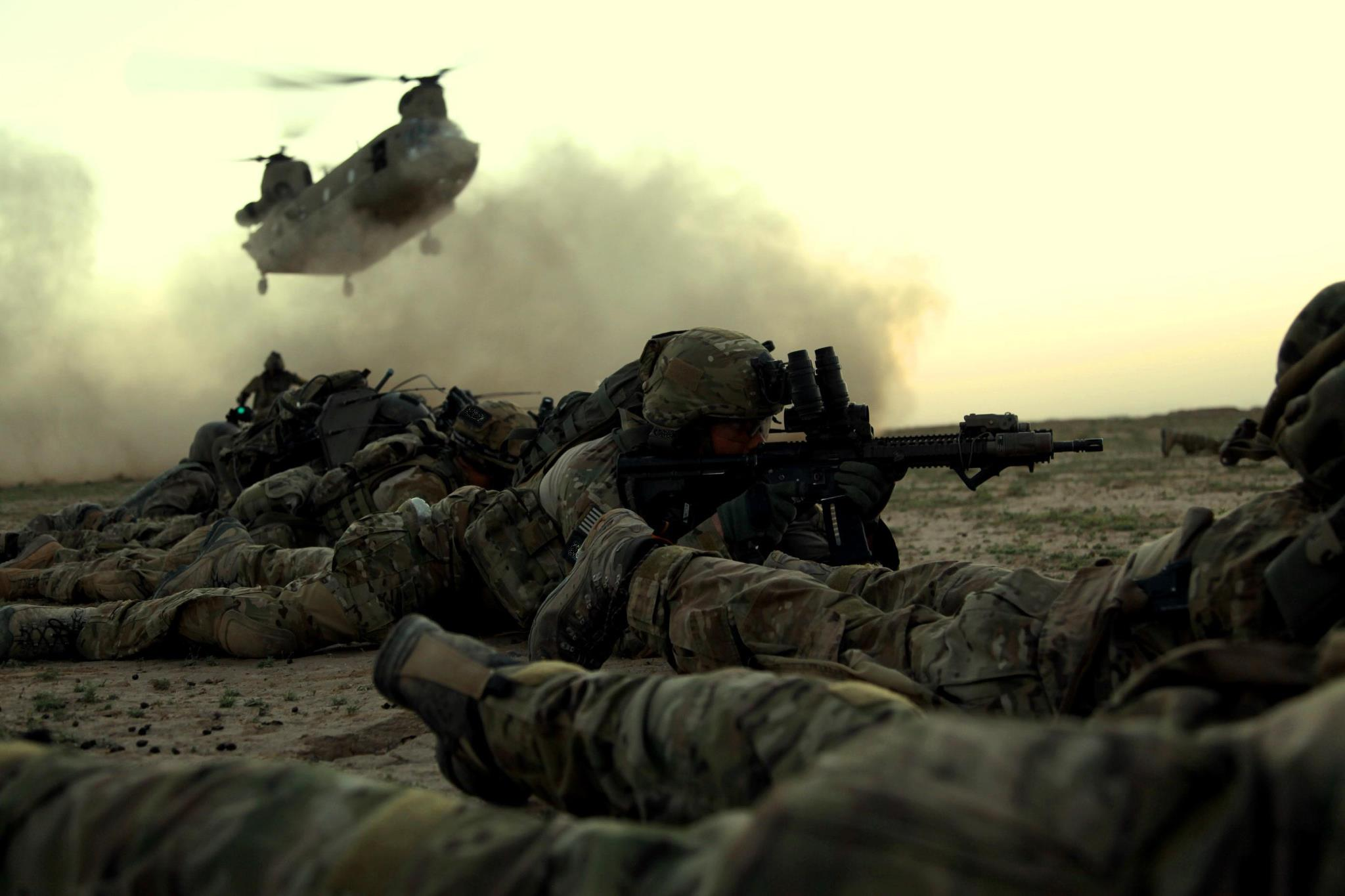
1-й батальон 75-го полка рейнджеров в провинции Газни, Афганистан, 13 февраля 2012 года

После терактов 11 сентября регулярные части Армии США отправились в Афганистан в октябре 2001 года, среди частей были рейнджеры Армии США, «морские котики» из спецназа SEAL, агенты ЦРУ и многие другие — они первыми вступили на территорию Афганистана. С 1993 года состоялось первое крупное сражение с участием рейнджеров. Рейнджеры сыграли ключевую роль в свержении Талибана и в 2002 году участвовали в крупной перестрелке в Такур-Гаре в рамках операции «Анаконда». В 2003 году рейнджеры участвовали в Иракской войне, ведя бои против Республиканской гвардии Ирака. Силами рейнджеров была освобождена попавшая в плен рядовая первого класса Джессика Линч. 75-й полк рейнджеров считается одним из немногих воинских формирований США, чьи военнослужащие несли постоянную службу в Ираке и Афганистане. В январе 2016 года обеспечивали безопасность канадца Колина Резерфорда, которого талибы передали американцам в обмен на то, что из Катара в Афганистан вышлют их деятеля, отбывавшего тюремный срок.